# Eddie Lewis
Edward James "Eddie" Lewis (født 17. maj 1974 i Cerritos, Californien, USA) er en amerikansk fodboldspiller, der spillede som venstre kant senest hos Major League Soccer-klubben Los Angeles Galaxy. Han spillede i sin professionelle karriere at spille for de engelske klubber, Derby County, Fulham, Preston North End og Leeds United. Han startede sin karriere i 1996 i San Jose Clash.

## Landshold
Lewis nåede i sin tid som landsholdsspiller (1996-2008) at spille 82 kampe og score 10 kampe for USA's landshold, som han debuterede for den 16. oktober 1996 i et opgør mod Peru. Han repræsenterede sit land ved både VM i 2002, hvor USA nåede kvartfinalerne, samt ved VM i 2006, hvor holdet blev slået ud i den indledende runde. Han deltog desuden ved Confederations Cup i både 1999 og 2003.